# きみまち阪

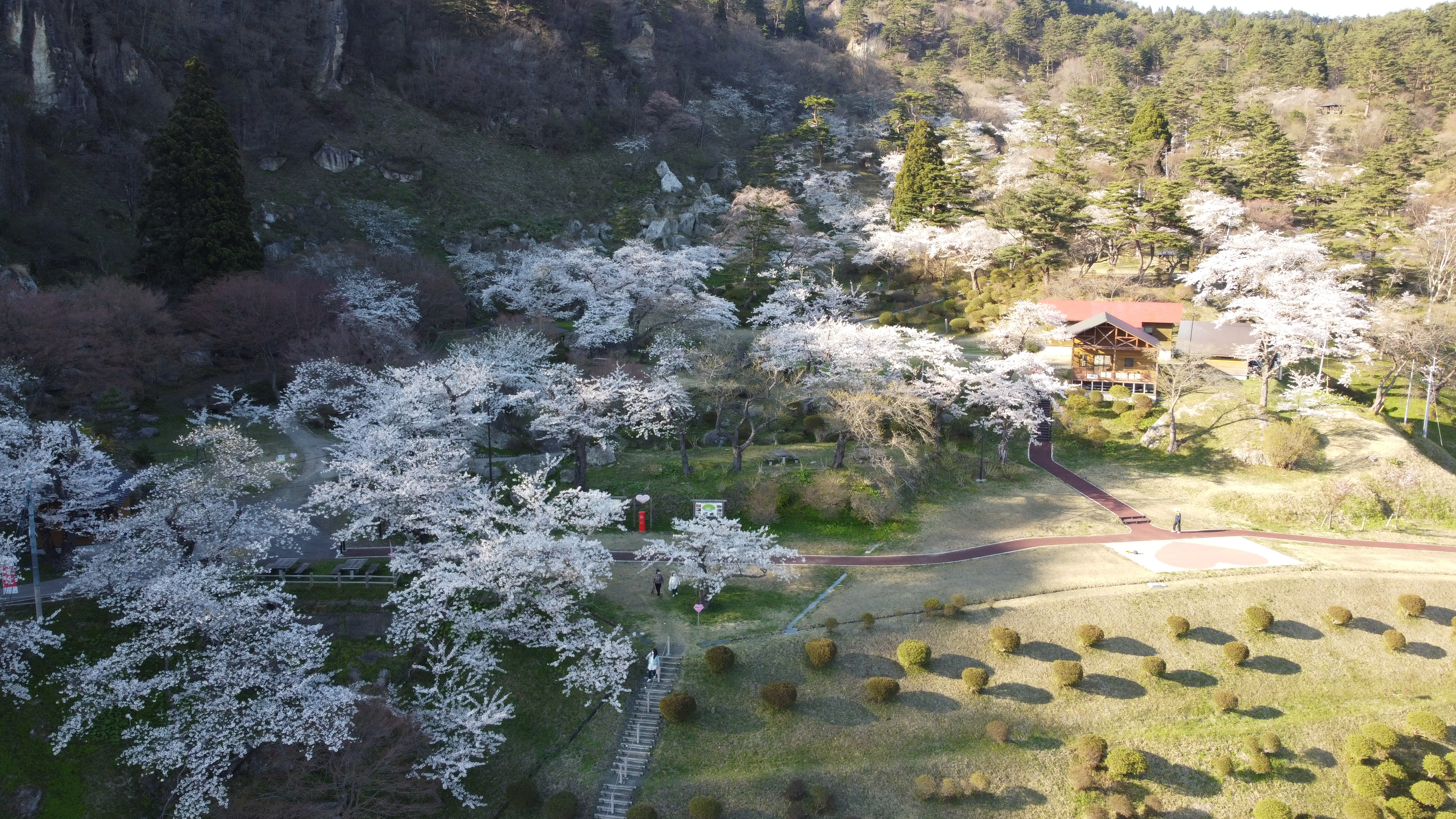
きみまち阪の桜

きみまち阪（きみまちざか、徯后坂）は、秋田県能代市二ツ井町にある県立自然公園の名称。秋田県有数の桜、ツツジ、紅葉の名所であり、時期ともなると県内はもとより県外からも観光客が訪れる。デートスポットとしても有名。
きみまち阪の下には米代川が流れ、対岸には七座山が鎮座する絶景となっている。

## 地理
もともとは米代川の川岸にまで迫る険しい山で、「郭公坂」「馬上坂」「畜生坂」などと呼ばれ、羽州街道でも「徒歩道無し」として水上を正規の道に指定されるなど最大の難所とされていた。この距離は1km程度であるものの、1里（約4km）に匹敵する難儀な道と言われ、下流側の荷上場村と上流側の小繋村の間で行われた船渡しは「一里の渡し」と呼ばれた。渡し賃を払えなかったり増水していたりで船渡しを利用できない場合、橋の無い藤琴川を徒歩で渡り、絶壁をよじ登って越えなければならなかった。あるいは荷上場村から藤琴川を北上し、大沢村を通って大沢川を遡り、二の又村から峠を越え、田子ヶ沢村から綴子川を下り綴子村に到る、かなり遠回りの間道を通らなければいけなかった。弘前藩主の津軽氏が参勤交代で江戸まで移動する際にも、この間道を利用したことがある。また、藩主がこの地を無事に通り過ぎたことを伝えるだけのために弘前まで使者が遣わされたという。

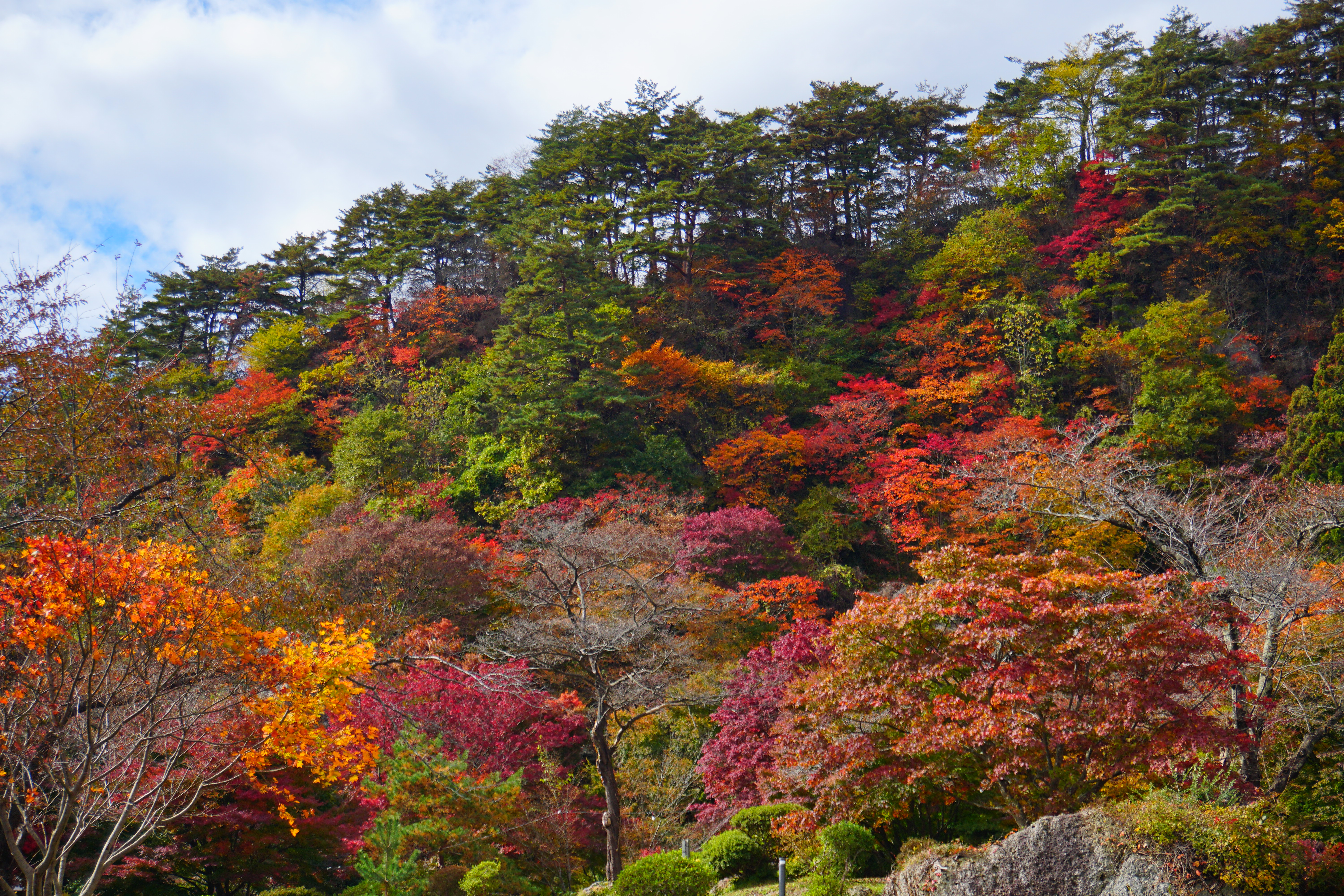
きみまち阪の紅葉(2022年10月30日)

現在でもきみまち阪の周辺には断崖絶壁の屏風岩がそびえ立ち、往時の険しさを物語っている。現在のきみまち阪は公園として整備され、絶壁内部の公園部分は多くの樹木に覆われているが、大正時代の写真では、草地に数多くの大きな白い岩が点在する荒々しい様子をうかがうことができる。頂上付近には駐車場ときみまち阪キャンプ場がある。きみまち阪キャンプ場から徒歩で山頂に登ると二ツ井テレビ・FM中継局があり、二ツ井町や藤里町、日本海を遠望でき、すばらしい風景を見ることができる。
きみまち阪の山頂部からは高岩神社までの山道が続いている。高岩神社は平安時代に円仁が開いたとされる。神社周辺には奇岩や巨石が鎮座し、古くは一大霊場となっていた。戦国時代には多くの修行僧や僧兵が修行をしていた天台宗の寺であり、檜山安東氏や、大館浅利氏の家臣との抗争から廃れていった。
山中には近年、地元の町の町興し企画「恋文コンテスト」と連動して「恋文神社」が建てられた。

## 歴史
「きみまち阪（徯后阪）」と命名されたのは明治15年であるが、それ以前についても便宜上「きみまち阪」と表記する。
1774年（安永3年）、きみまち阪と藤琴川の間に加護山製錬所が作られた。ここでは阿仁鉱山や太良鉱山などの鉱石を南蛮吹きという技術で製錬していた。技術指導のために江戸から平賀源内らも招かれている。1894年（明治27年）に能代へ移転するまでこの地に多くの人が住み、他の地区からは隔離された別天地となっていた。
1802年（享和2年）、菅江真澄はきみまち阪を訪れ、現在のきみまち阪公園第2広場を横切り、高岩神社に参拝した。その際、七座山を含めた俯瞰図を菅江真澄は残している。

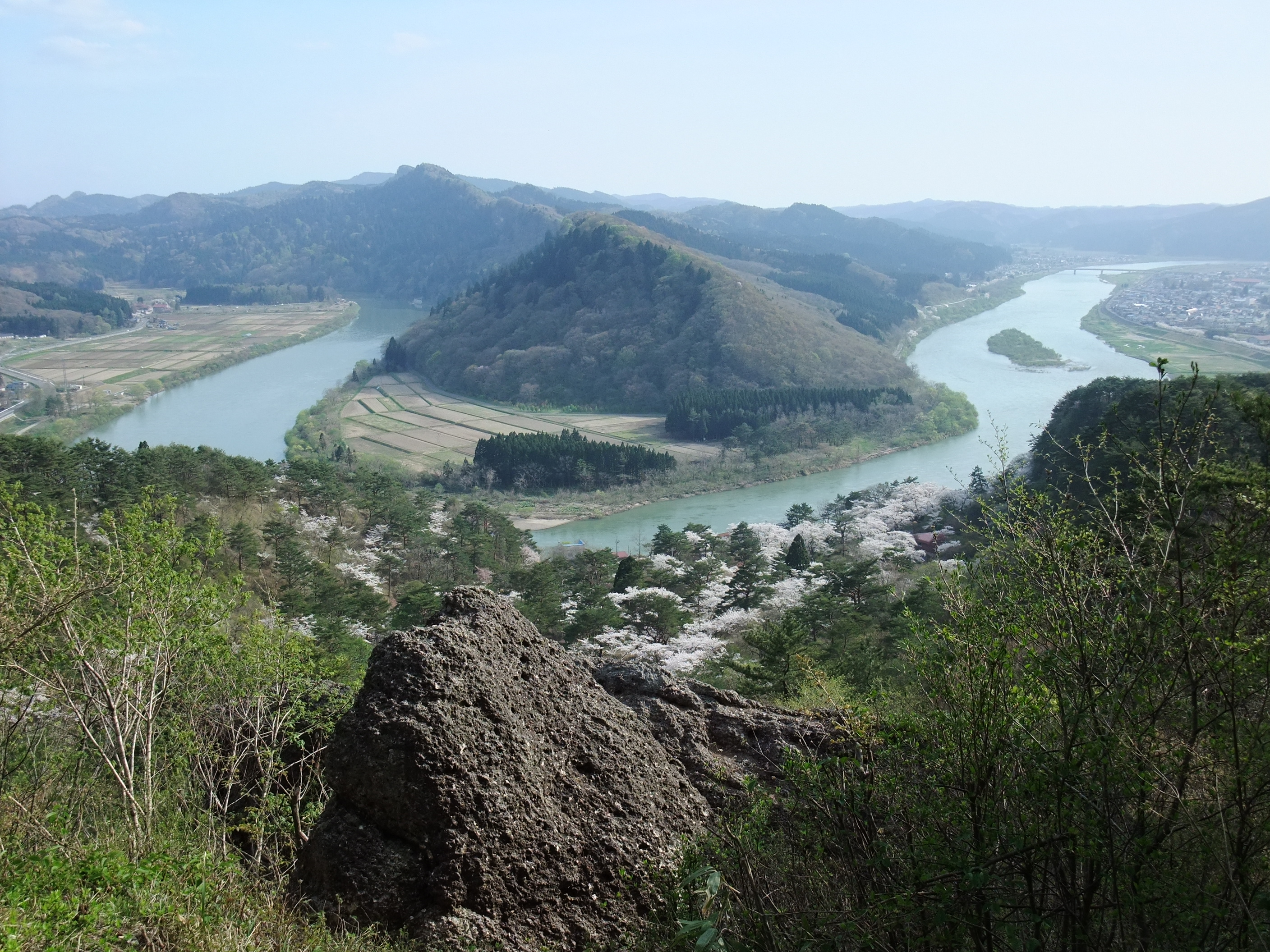
菅江真澄のスケッチと同じ位置から見たきみまち阪

1868年（明治元年）、戊辰戦争で盛岡藩に大館城を攻略された久保田藩は、きみまち阪を防御地点に設定し、官軍からの援軍を待つ作戦をとった。久保田藩は兵の数でも武器の性能でも劣っていたが、（実際に交戦がおこなわれた場所はきみまち阪の手前の山であるものの）地形を利用して援軍到着まで持ちこたえることができた。（詳細はきみまち阪周辺の戦い）
1869年（明治2年）、榎本武揚は網籠の中に入りつつ、川船でこの地区を輸送された。その際、榎本は「渡米代川」と題した漢詩を詠い、自らの立場を嘆きながらこの地区の風景を絶賛している。
1878年（明治11年）、イギリス人の旅行家イザベラ・バードは、役所から渡河を禁止されているにもかかわらず、船頭を雇い増水する米代川を無理に小舟で遡ろうとした。バードは、屋形船が激流のため舵を取られ木の葉のようにくるくる回り、自分が乗っている小舟に衝突しそうになったことを記している。結局、屋形船は樹木にぶつかり、船頭は樹木に綱を巻き付けたが、その綱に8人がぶらさがると幹は折れ、8人は流れにのまれて見えなくなった。バードも一歩間違えば遭難しかねない状況であったが、「夕闇が迫ると霧雨も晴れて、絵のように美しい姿をした地方が見えてきた」とも記している。その後、バードは小繋村に宿泊している。

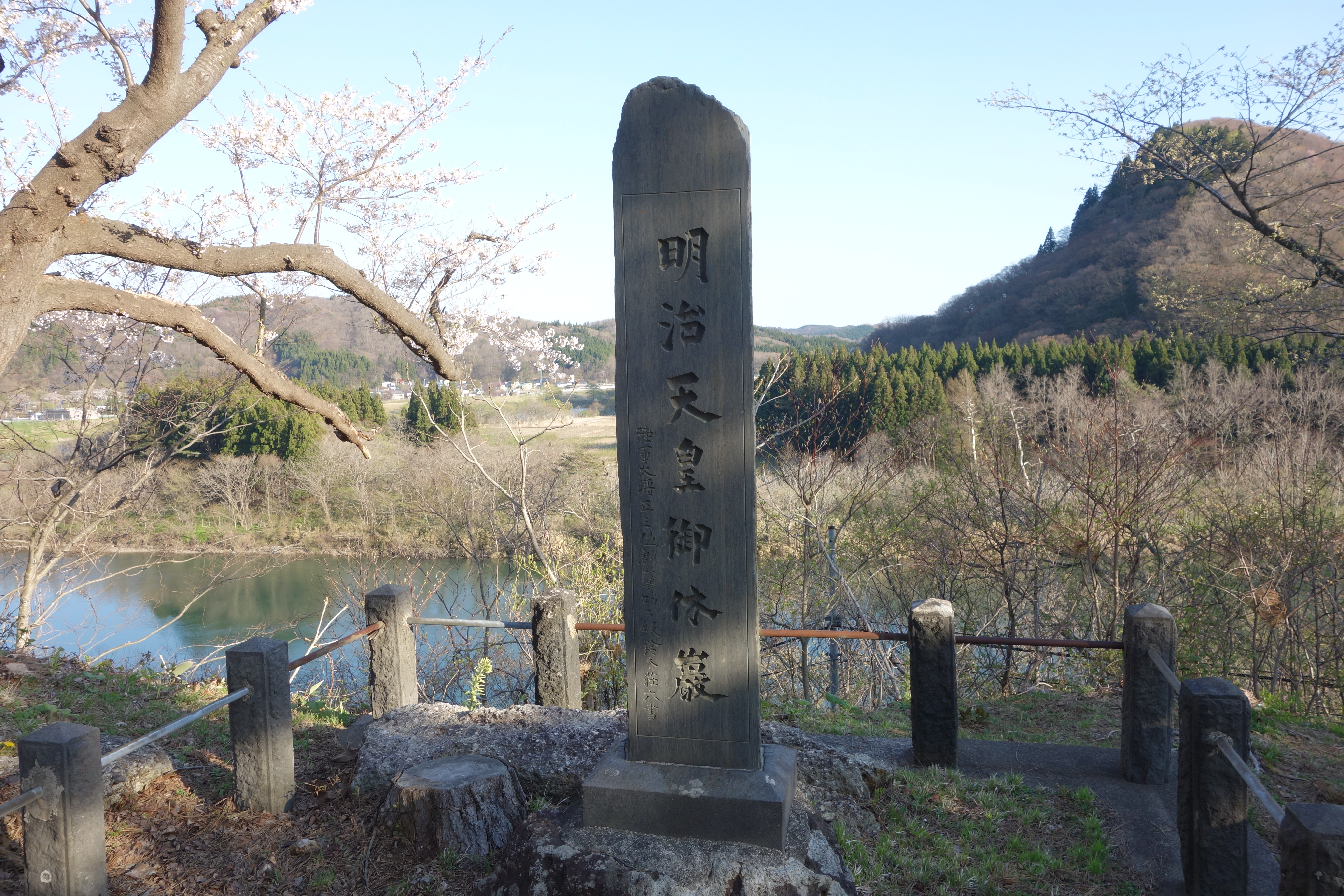
明治天皇がきみまち阪で休憩したとされる巌

1881年（明治14年）の明治天皇の東北巡幸のため、前年の1880年（明治13年）に山の先端を切り通して緩やかな坂道が作られた。翌年には藤琴川に橋が架けられ、明治天皇が渡り初めをした。巡幸の際に皇后は「大宮の うちにありても あつき日を いかなる山か 君はこゆらむ」という歌をしたためた手紙を出し、ここで天皇の到着を待ったと言い伝えられている。翌1882年（明治15年）、宮内省を通じて正式に「徯后阪」と明治天皇より命名された。
その後は1889年（明治22年）にトンネルが完成し、1901年（明治34年）には奥羽本線が開通。きみまち阪は鉄道を使って通過することが可能になったほか、1924年（大正13年）にきみまち阪公園が開園。1964年（昭和39年）には、きみまち阪そのものが秋田県立自然公園に指定されるなどした。
1952年(昭和27年)6月20日の秋田魁新報社主催の第一回秋田県観光三十景(有効投票約百九十五万票)では第12位(五万二千二百五十七票)に選出された 。
1990年（平成2年）「きみまち坂」で、平成2年度手づくり郷土賞（ふるさとの坂道）受賞。
1999年（平成11年）2月14日にNHKにおいて放送された特集番組「おーい、ニッポン」の中で、この場所から名前を借りた「きみまちざか」（秋元康作詞、後藤次利作曲）という歌が作られ、全国に放送された。

## きみまち阪県立自然公園
1964年（昭和39年）7月16日指定。きみまち阪を中心とする一帯599 haが県立自然公園に指定されている。

## 参考資料
- 藤原優太郎『羽州街道をゆく』無明舎出版、2002年 ISBN 4-89544-320-5